# Troglav (Stari Vlah)
Pour l’article homonyme, voir Troglav.
Ne pas confondre avec le Triglav.
Le mont Troglav (en serbe cyrillique : Троглав) est une montagne du sud-ouest de la Serbie. Son point culminant, le pic de Kom, s'élève à une altitude de 1 177 m.
Le Troglav est rattaché au groupe des montagnes de Stari Vlah, dans les Alpes dinariques.
Le Troglav est situé au sud-ouest de la Serbie centrale, entre l'Ibar, la Lopatnica et la Borošnica. Il s'étend sur environ 10 km. Outre son point culminant, le Kom, les pics les plus élevés de cette montagne sont le Bučje (1 084 m) et la Pavlovska livada (1 150 m).